# 拉沙佩勒叙于松
拉沙佩勒叙于松（法語：La Chapelle-sur-Usson，法語發音：[la ʃapɛl syʁ ysɔ̃]，意为“于松上方的拉沙佩勒”）是法国多姆山省的一个市镇，位于该省南部偏东，属于伊苏瓦尔区。

## 地名
与通常在法语地名中表示“在……河畔”之意的“sur”不同，该地名La Chapelle-sur-Usson中的“sur”意为“在……上方”，表示名为拉沙佩勒（La Chapelle）的该地与于松（Usson）的位置关系，并以“于松上方的拉沙佩勒”之名区分其他的“拉沙佩勒”，且事实上也并无“于松河”存在。

## 地理
拉沙佩勒叙于松（45°27'59"N, 3°24'1"E）面积6.78 平方千米，位于法国奥弗涅-罗讷-阿尔卑斯大区多姆山省，该省份为法国中南部省份，北起阿列省接壤，东临卢瓦尔省，南至上盧瓦爾省和康塔爾省，西接科雷兹省和克勒兹省。
与拉沙佩勒叙于松接壤的市镇（或旧市镇、城区）包括：邦萨、小尚帕尼亚、埃斯泰伊、拉蒙日、圣让圣热尔韦、勒韦尔内-沙梅阿讷。
拉沙佩勒叙于松的时区为UTC+01:00、UTC+02:00（夏令时）。

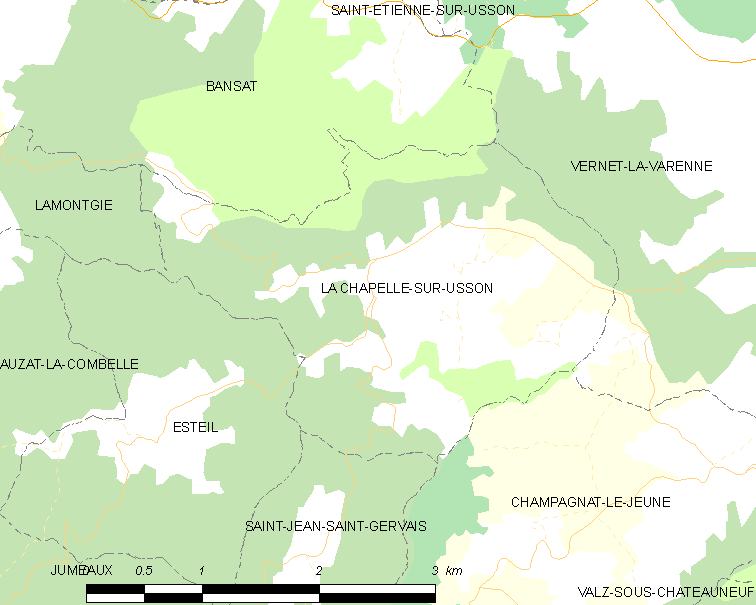
拉沙佩勒叙于松的OSM定位图

## 行政
拉沙佩勒叙于松的邮政编码为63580，INSEE市镇编码为63088。

## 政治
拉沙佩勒叙于松所属的省级选区为布拉萨克莱米讷县。

## 人口

1962-2008年间拉沙佩勒叙于松人口变化图示

拉沙佩勒叙于松于2022年1月1日时的人口数量为86人。